# オランダの島の一覧
オランダの島の一覧（オランダのしまのいちらん）では、オランダ王国に属する島の一覧について記述する。

## ヨーロッパ・オランダの島
以下は狭義のオランダ（ヨーロッパ・オランダ）に属する島である。
- 西フリースラント諸島

ワッデン海と北海に囲まれている島々
- - ノールデルハークス島（Noorderhaaks）：北ホラント州（無人島）
  - テセル島（Texel）：北ホラント州
  - フリーラント島（Vlieland）：フリースラント州
  - リヘル島（Richel）：フリースラント州（無人島）
  - フリーント島（Griend）：フリースラント州（無人島）
  - テルスヘリング島（Terschelling）：フリースラント州
  - アーメラント島（Ameland）：フリースラント州
  - リフ島（Rif）：フリースラント州（無人島）
  - エンゲルスマンプラート島（Engelsmanplaat）：フリースラント州（無人島）
  - スヒールモニコーフ島（Schiermonnikoog）：フリースラント州
  - シモンスザント島（Simonszand）：フローニンゲン州（無人島）
  - ロッツメルプラート島（Rottumerplaat）：フローニンゲン州（無人島）
  - ロッツメローフ島（Rottumeroog）：フローニンゲン州（無人島）
  - ザイデルダイチェス島（Zuiderduintjes）：フローニンゲン州（無人島）
- スヘルデ・マース三角州

南ホラント州
- - ドルトレヒトの島（Eiland van Dordrecht）
  - フレー・オーフェルフラーケー島（Goeree-Overflakkee）
  - ホークスヘ・ワールト島（Hoeksche Waard）
  - アイセルモンデ島（IJsselmonde）
  - ローゼンブルフ島（Rozenburg）
  - ティーンゲメーテン島（Tiengemeten）
  - フォールネ・プッテン島（Voorne-Putten）

ゼーラント州
- - ノールト・ベヴァラント島（Noord-Beveland）
  - サーウンダイヴァラント島（Schouwen-Duiveland）
  - シント・フィリプスラント島（Sint Philipsland）
  - トレーン島（Tholen）
  - ワルヘレン島（Walcheren）
  - ザイト・ベフェラント島（Zuid-Beveland）
- アイセル湖内
  - パンプス島（Pampus）：北ホラント州
  - マルケン島（Marken）：北ホラント州
  - フレヴォラント干拓地（Flevopolder）：フレヴォラント州（人工的に作られたものとしては世界最大面積）
  - アイセルオーフ島（IJsseloog）：フレヴォラント州

## カリブ海の島々
以下は旧オランダ領アンティルに属したカリブ海の島々である。

### オランダ王国の構成国
- アルバ（Aruba）
  - Indiaanskop
  - Key Cay
  - Long Cay
  - Ronde eiland
- キュラソー島（Curaçao）
  - Green Island
  - Guana Cay
  - Hen and Chicken
  - Isla Makuka
  - Kadoesji
  - Klein Bonaire
  - Klein Curaçao
  - Little Island
  - Little Key
  - Mal Aborder
  - Meeuwtje
  - Mollibeday Rots
  - Mona Island
  - Pelican Island
  - Penso
  - Rancho
- シント・マールテン (Sint Maarten)[1]
  - Willemberg

### オランダ本国の特別自治体
以下は「BES諸島」と総称されるオランダ本国の特別自治体である。
- ボネール島（Bonaire）
  - Camia
  - Cow and Calf
- シント・ユースタティウス島（Sint Eustatius）
  - Sapate Eliand
- サバ島（Saba）